# Zeeuws Slavernijmonument
Het Zeeuws Slavernijmonument is een monument, ter herdenking van de afschaffing van de slavernij, opgericht in de Nederlandse stad Middelburg. Het monument is ontworpen door Hedi Bogaers.

## Geschiedenis
De plaats van het monument was ten tijde van de slavernij het middelpunt van de bedrijfsvoering van de Middelburgsche Commercie Compagnie waar kantoren, pakhuizen, magazijnen en bestuurskamers rondom gevestigd waren.
In januari 2005 werd door de gemeente Middelburg de opdracht gegeven om een monument te ontwerpen en in maart van dat jaar werden de ontwerpen goedgekeurd.
Op 2 juli 2005 werd het monument onthuld op de Balans. Dit was een dag later (op 1 juli 1863 werd de slavernij afgeschaft) om zoveel mogelijk belangstellenden in staat te stellen bij zowel de nationale herdenking te zijn als in Middelburg.

## Herdenking
Sinds 2005 wordt er bij het slavernijmonument jaarlijks op 1 juli (in 2005 op 2 juli) de afschaffing van de slavernij herdacht. Dan worden er bij het monument kransen gelegd.

## Ontwerp
Het monument bestaat uit vier granieten zuilen, waarvan er twee wit zijn en twee zwart. De zuilen worden bijeengehouden door een rode streep. Dit staat symbool voor de zwarte en blanke mens die een rood hart en rood bloed gemeenschappelijk hebben. De zuilen staan naast een cirkelvormig bassin met een doorsnede van acht meter.

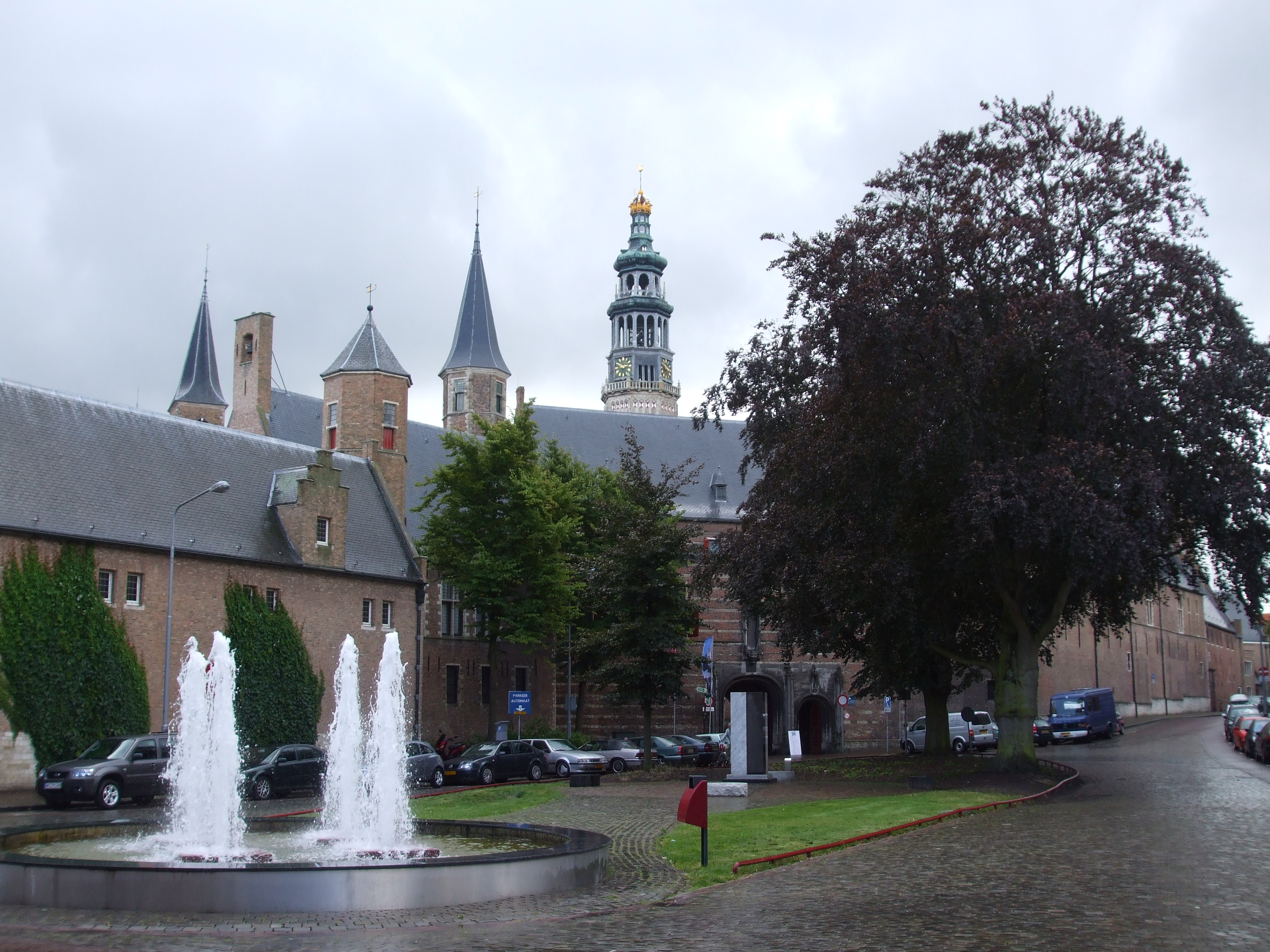
Het monument op de Balans
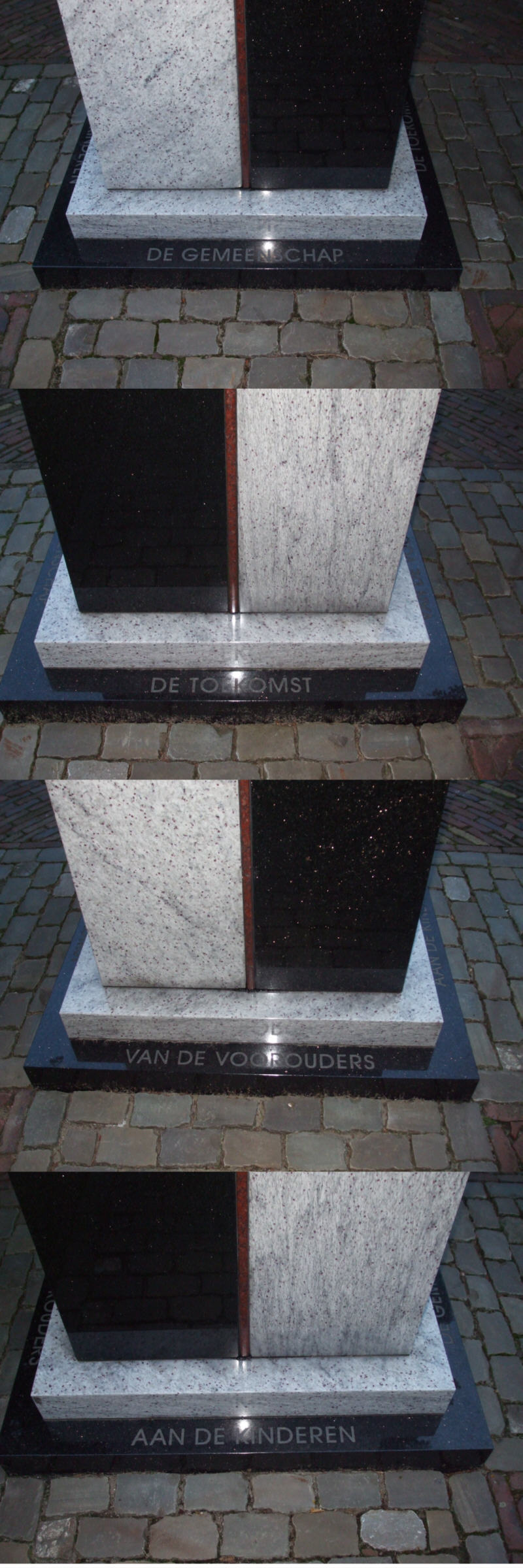
De vier zijden